# میوزیک استوری
میوزیک استوری (انگلیسی: Music Story) یک وبگاه خدمات موسیقی و ارائه دهنده جهانی داده‌های موسیقی است. این وبگاه فراداده را برای خدمات موسیقی دیجیتال گردآوری، ترکیب و تحلیل می‌کند.